# 張秋生
張秋生（1939年8月—2022年10月4日），男，祖籍天津静海，生于上海，中國兒童文學家。曾獲宋慶齡兒童文學獎等文學獎。

## 著作
主要作品有《校园里的蔷薇花》、《小巴掌童话百篇》、《新编小巴掌童话百篇》、《张秋生童话精选》、《森林里的红鬼和蓝鬼》、《傻瓜魔法师》、《骑在扫帚上听歌的巫婆》與《阁楼上的童话》等等童話集、詩集與散文集。